# Lee Tsuen Seng
Lee Tsuen Seng (* 26. April 1979) ist ein malaysischer Badmintonspieler.

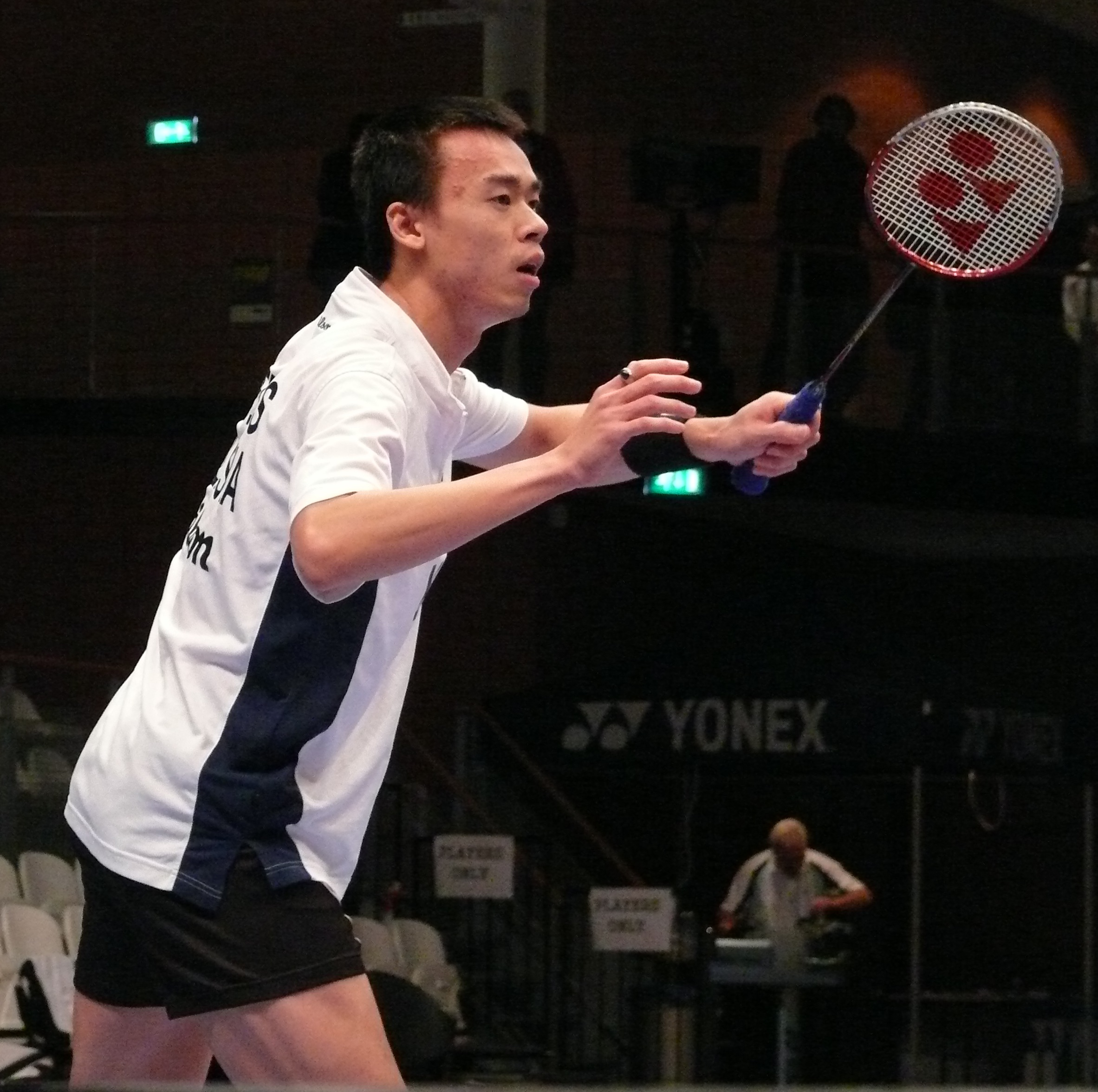
Lee Tsuen Seng

## Karriere
Lee Tsuen Seng siegte 2006 bei den New Zealand Open. Ein Jahr später war er bei den US Open, Canada Open und erneut bei den New Zealand Open erfolgreich. 2008 stand er einmal mehr bei den New Zealand Open ganz oben auf dem Treppchen. Ebenso siegte er bei den Australian Open.

## Sportliche Erfolge
- 1997 – Korea International – Sieger
- 1997 – Chinese Taipei International – Sieger
- 1998 – India International – Sieger
- 2002 – Rutac Dutch Open – Finalist
- 2003 – Yonex All England Open – Quarterfinalist
- 2003 – Sanyo Indonesia Open – Quarterfinalist
- 2004 – Malaysia Satellite – Finalist
- 2004 – Chinese Taipei Open – Semifinalist
- 2006 – Equinox New Zealand Open – Sieger
- 2006 – Denmark Open – Quarterfinalist
- 2006 – Big Boss Dutch Open International –  Semifinalist
- 2006 – JSC Energetics Bulgaria Open – Finalist
- 2007 – US Open Grand Prix – Sieger
- 2007 – Canada Open – Sieger
- 2007 – Equinox New Zealand Open – Sieger
- 2008 – Indonesia Super Series – Viertelfinalist
- 2008 – KLRC Australian Open – Sieger
- 2008 – Chinese Taipei Open Grand Prix Gold – Viertelfinalist
- 2008 – IKLRC Bulgaria Open Grand Prix – Semi-Finalist
- 2008 – Yonex Dutch Open Grand Prix – Viertelfinalist
- 2008 – KLRC New Zealand Open – Sieger